# Берёза болотная
Берёза малорослая (лат. Betula pumila) — вид растений рода Берёза (Betula) семейства Берёзовые (Betulaceae).

## Распространение и экология
В природе ареал вида охватывает Северную Америку — Канада (за исключением Нунавута) и практически вся территория США (за исключением юго-восточных штатов).
Произрастает по болотам.

## Ботаническое описание
Кустарник высотой 1—5 м. Ветви коричневые; молодые веточки без желёзок, густо коричневато-войлочно-опушённые.
Листорасположение — очерёдное, близкое, особенно у медленно растущих особей. Листья длиной 1—3 см, широкоэллиптические до почти круглых и обратнояйцевидных, с округлёнными или ширококлиновидным основанием, на конце островатые или притуплённые до округлённых, по краю крупнозубчатые, взрослые сверху голые темно-зелёные, снизу войлочные серовато-белые, с 4—6 парами сильно выступающих снизу жилок. Черешки длиной 4—8 мм.
Пестичные серёжки продолговато-цилиндрические, прямостоячие, длиной 1,5—2,5 см, диаметром около 7 мм. Чешуйки опушённые или ресничатые, боковые направленные в стороны лопасти, короче средней.
Крылья в два раза уже орешка.

## Таксономия
Вид Берёза малорослая входит в род Берёза (Betula) подсемейства Берёзовые (Betuloideae) семейства Берёзовые (Betulaceae) порядка Букоцветные (Fagales).
|  |                                      |  |                                                             |                                                             |                     |  | ещё 7 семейств (согласно Системе APG II) | ещё 7 семейств (согласно Системе APG II)                   |                                                            |  |  |  | ещё 1—2 рода        | ещё 1—2 рода          |  |  |
|  |                                      |  |                                                             |                                                             |                     |  | ещё 7 семейств (согласно Системе APG II) | ещё 7 семейств (согласно Системе APG II)                   |                                                            |  |  |  | ещё 1—2 рода        | ещё 1—2 рода          |  |  |
|  |                                      |  |                                                             | порядок Букоцветные                                         |                     |  |                                          |                                                            | подсемейство Берёзовые                                     |  |  |  |                     | вид Берёза малорослая |  |  |
|  |                                      |  |                                                             | порядок Букоцветные                                         |                     |  |                                          |                                                            | подсемейство Берёзовые                                     |  |  |  |                     | вид Берёза малорослая |  |  |
|  | отдел Цветковые, или Покрытосеменные |  |                                                             |                                                             | семейство Берёзовые |  |                                          |                                                            | род Берёза                                                 |  |  |  |                     |                       |  |  |
|  | отдел Цветковые, или Покрытосеменные |  |                                                             |                                                             |                     |  |                                          |                                                            |                                                            |  |  |  |                     |                       |  |  |
|  |                                      |  | ещё 44 порядка цветковых растений (согласно Системе APG II) | ещё 44 порядка цветковых растений (согласно Системе APG II) |                     |  |                                          | ещё одно подсемейство, Лещиновые (согласно Системе APG II) | ещё одно подсемейство, Лещиновые (согласно Системе APG II) |  |  |  | ещё более 110 видов |                       |  |  |
|  |                                      |  |                                                             | ещё 44 порядка цветковых растений (согласно Системе APG II) |                     |  |                                          |                                                            | ещё одно подсемейство, Лещиновые (согласно Системе APG II) |  |  |  |                     |                       |  |  |